# Midnight Run
Midnight Run är en amerikansk film från 1988, regisserad och producerad av Martin Brest.

## Handling
Jack Walsh (Robert De Niro) är en tuff ex-snut som blivit prisjägare. Jonathan "The Duke" Mardukas (Charles Grodin) är en känslig revisor som lurat maffian på 15 miljoner dollar, donerat pengarna till välgörenhet, och är på rymmen efter att ha släppts mot borgen. Jack kan tjäna 100 000 dollar om han transporterar the Duke från New York till Los Angeles i tid. Detta låter som ännu en Midnight Run (ung. rena barnleken för en prisjägare), men förvandlas till en jakt över hela landet. FBI vill att the Duke ska vittna mot maffian – som är ute efter hämnd – och Walsh vill bara att han ska hålla tyst.

## Rollista (i urval)
- Robert De Niro - Jack Walsh
- Charles Grodin - Jonathan "The Duke" Mardukas
- Yaphet Kotto - FBI Agent Alonzo Mosely
- John Ashton - Marvin Dorfler
- Dennis Farina - Jimmy Serrano
- Joe Pantoliano - Eddie Moscone
- Richard Foronjy - Tony Darvo
- Robert Miranda - Joey

## Kuriosa
- Ordet "Fuck" sägs 117 gånger i filmen, vilket i många år var officiellt Hollywoodrekord.
- Charles Grodin har fortfarande ärr kvar på handlederna efter de handbojor han hade på sig under större delen av inspelningen.